# 蔡旗镇
蔡旗镇，是中华人民共和国甘肃省武威市民勤县下辖的一个乡镇级行政单位。
2016年，甘肃省民政厅批复同意撤销蔡旗乡，设立蔡旗镇。

## 行政区划
蔡旗镇下辖以下地区：
高庙村、月牙村、官沟村、蔡旗村、金家庄村、麻家湾村、野潴湾村、小西沟村、沙滩村、煌辉新村和石羊河林业总场小西沟林场。